# Champcervon
Champcervon är en kommun i departementet Manche i regionen Normandie i norra Frankrike. Kommunen ligger i kantonen La Haye-Pesnel som tillhör arrondissementet Avranches. År 2013 hade Champcervon 215 invånare.

## Befolkningsutveckling
Antalet invånare i kommunen Champcervon
| Referens: INSEE |